# Estação Cruz del Rayo

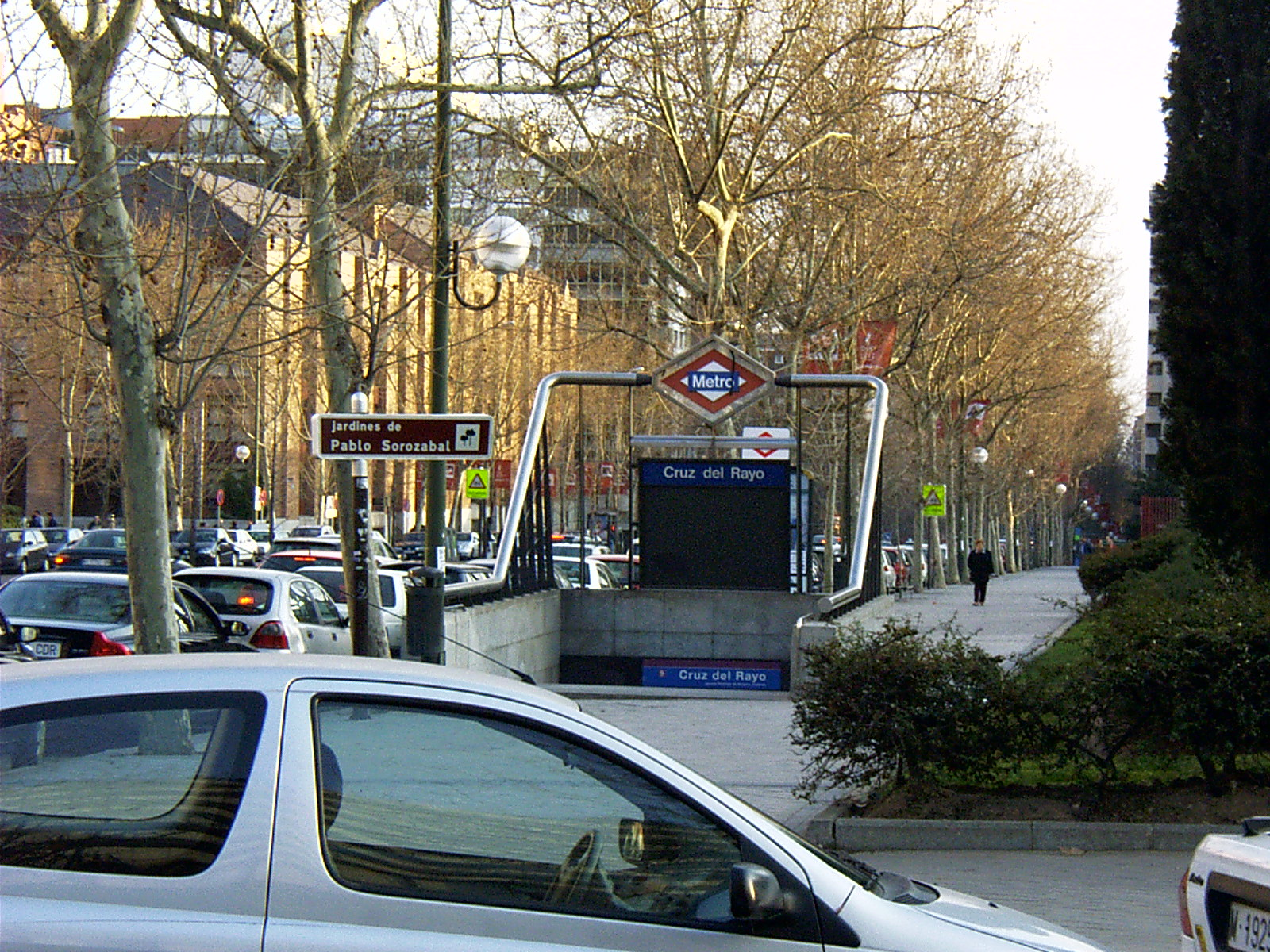
Escadaria de acesso.

Cruz del Rayo é uma estação da Linha 9 do Metro de Madrid.